# Hitoshi Tomishima
Hitoshi Tomishima (冨嶋 均, Tomishima Hitoshi) est un footballeur japonais né le 1er juin 1964 dans la préfecture de Kumamoto au Japon.